# Dillberg (Berg)

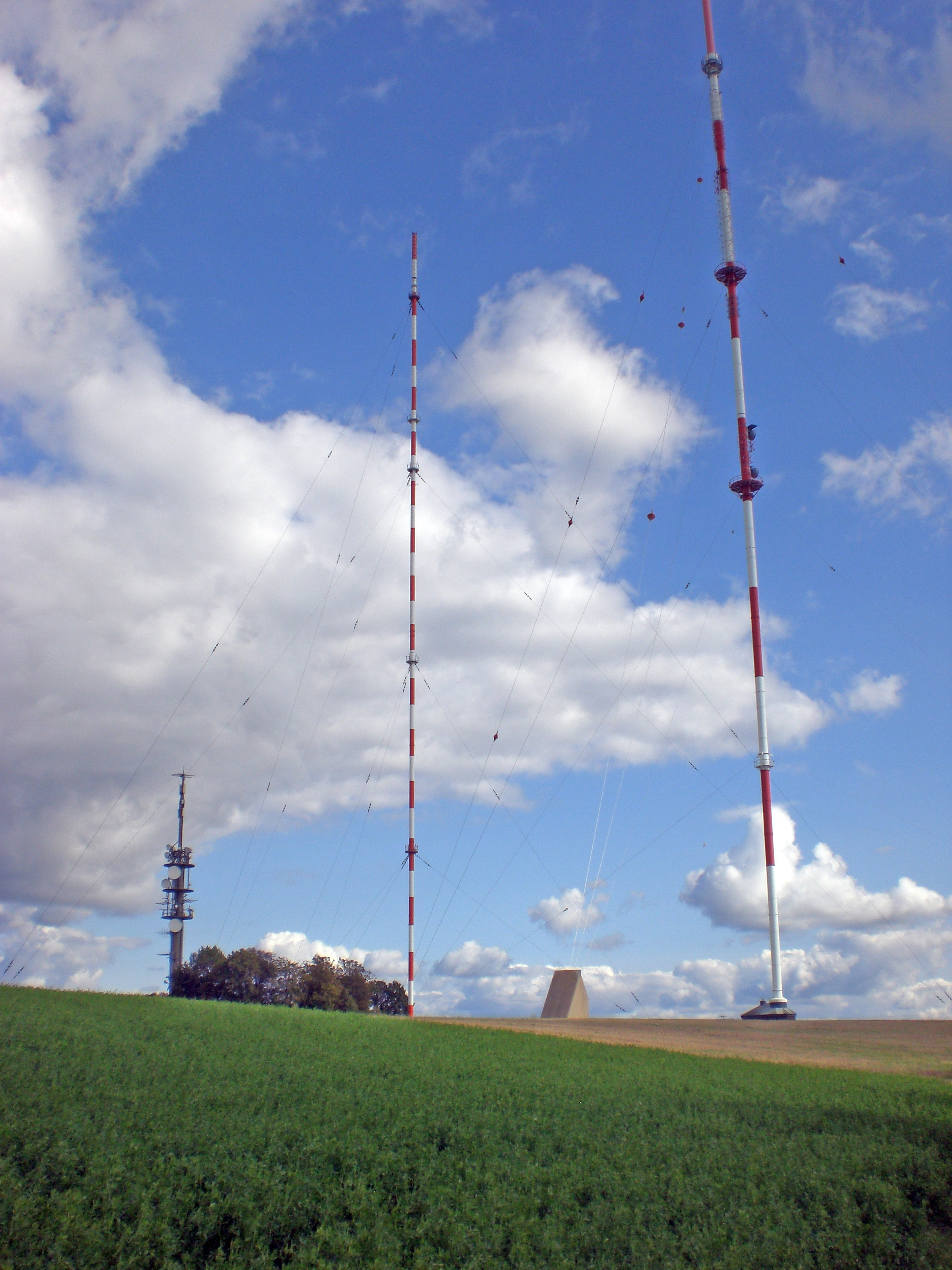
Sendeanlagen auf dem Dillberg

Der Dillberg ist eine etwa 595 m ü. NHN hohe Bergkuppe der Fränkischen Alb im Gemeindegebiet von Postbauer-Heng im Landkreis Neumarkt in der Oberpfalz, Bayern (Deutschland).

## Geografie

### Lage
Der Dillberg befindet sich im Westteil des Oberpfälzer Juras, dem in der Oberpfalz gelegenen Teil des Fränkischen Juras (Fränkische Alb). Er ist Teil der sich um Neumarkt in der Oberpfalz erstreckenden Zeugenberge der Albhochfläche. Östlich, etwas unterhalb seiner sanft gewölbten Bergkuppe, liegt der Ortsteil Dillberg der Marktgemeinde Postbauer-Heng. Über den auf seiner Kuppe unbewaldeten Dillberg verläuft ein Teil der Europäischen Wasserscheide.

### Geologie
Der markante Zeugenberg der fränkischen Schichtstufenlandschaft weist einen typischen geologischen Aufbau auf. Das Plateau besteht aus Schichten des Weißen Juras (Malm). Die Weißjura-Reste auf dem Gipfel des Dillberges sind durch Gesteine der Hartmannshof-Formation geprägt. Kleinflächig treten Massenkalk oder Riffdolomit zutage. Als Deckschicht und als Füllung in den Karsthohlformen des Malms hat sich im Tertiär und Quartär Alblehm abgelagert. Die Gesteine des Weißen Juras lagern auf Dogger-Schichten (Brauner Jura). Diese Gesteine der Eisensandstein-Formation bestehen aus mächtigen Sandstein-Schichten. Darunter befindet sich die weiche und tonreiche Schicht des Opalinustones im Unteren Dogger (Brauner Jura). Die unterste Stufe des Dillberges besteht aus Liasschichten (Schwarzer Jura).

### Boden
Der Gipfel des Dillberges ist mit Braunerde bedeckt. Diese fruchtbaren Standorte werden landwirtschaftlich intensiv genutzt. Darunter schließen sich flachgründige und karbonatreiche Rendzina-Böden an. Am Fuße des Berges befinden sich Regosol- und Braunerde-Regosol-Böden.

## Aussichtsmöglichkeit

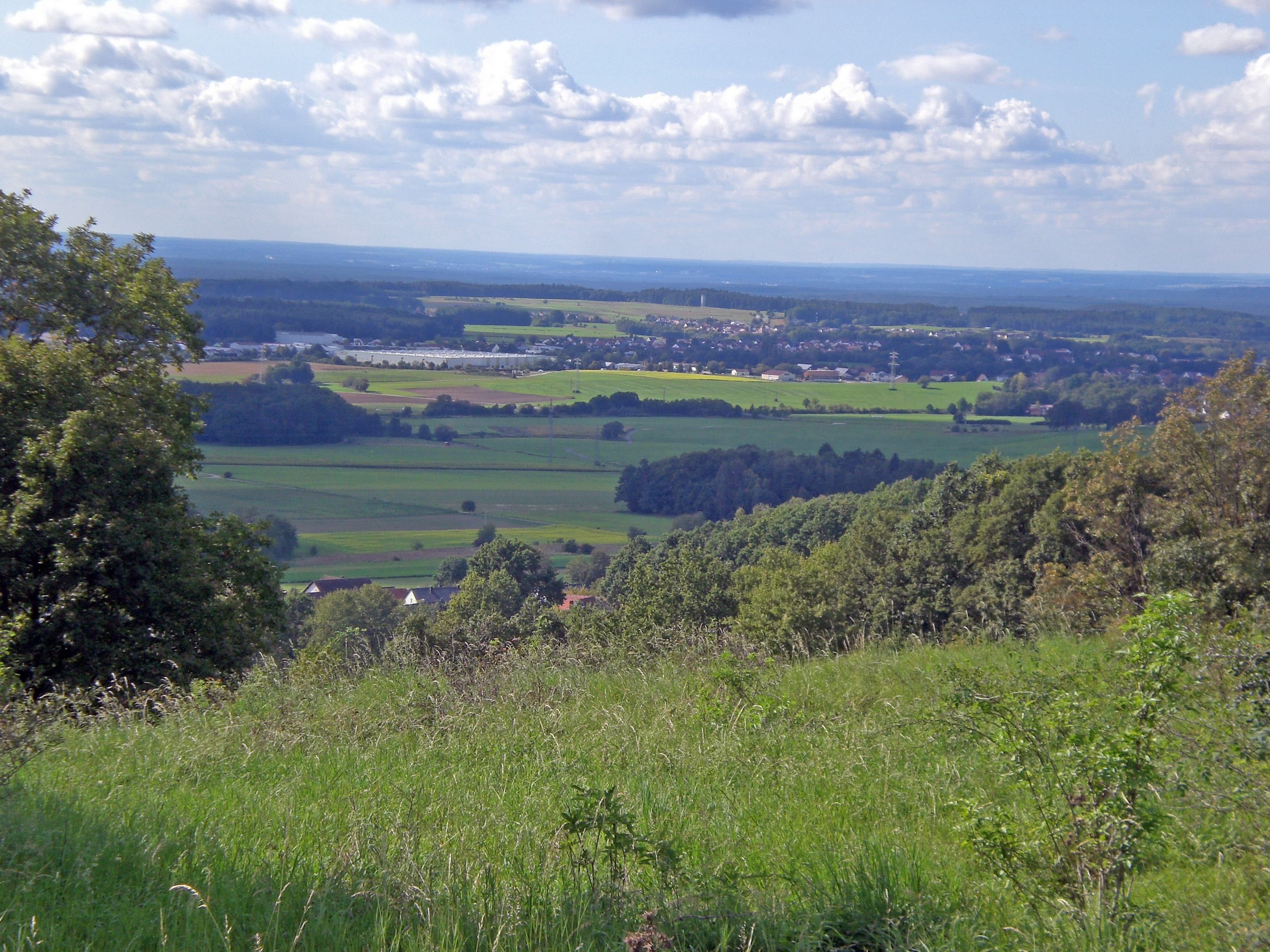
Ausblick vom Dillberg

Der Dillberg bietet besonders nach Westen in Richtung Mittelfranken einen guten Panoramablick, beispielsweise zum 27 Kilometer entfernten Nürnberger Fernmeldeturm.
Bei guter Fernsicht ist mit bloßem Auge der Sender Kammerstein südlich von Schwabach zu sehen.
Die Hänge des Ostteiles der Schwäbischen Alb sind bei optimaler Fernsicht zu erkennen, beziehungsweise die Nordosthänge der südlichen Fränkischen Alb. Ebenso ist dann der Hesselberg sichtbar.
Richtung Nordwesten sind neben der Nürnberger Burg auch die Konturen der Altstadt zu sehen, und der im Osten von Nürnberg befindliche Business Tower. Nordwärts ist die Sicht durch einen Vorberg leicht unterbrochen.
Nordostwärts sind die südwestlichen Hänge der Fränkischen Schweiz sowie die Städte Lauf und Altdorf zu sehen. Zudem bietet der Dillberg einen guten Blick auf den Moritzberg. Ostwärts wandert der Blick Richtung Pegnitz und das südliche Oberfranken.
Weit führt der Blick in das Tal zwischen Altdorf und Berg. Nur Teile des Neumarkter Talkessels sind vom Gipfelplateau zu erkennen, da der Heinsberg mit der Burgruine Heinrichsbürg die Sicht auf die Kreisstadt etwas verdeckt. Die ehemalige US-Radarstation bei Lauterhofen, das Gebiet von Lauterhofen bis Velburg und der Sender auf dem 23 Kilometer entfernt gelegenen Göschberg bei Seubersdorf sind zu sehen. Ebenso sichtbar sind die Burgruine Wolfstein und die Wallfahrtskirche Mariahilf bei Neumarkt. Richtung Süden ist das Tal von Neumarkt Richtung Sengenthal (ehemaliger Steinbruch) sowie die Berge südlich und südöstlich von Neumarkt in der Oberpfalz zu erkennen.

## Wissenswertes
Auf dem Dillberg befindet sich der vom Bayerischen Rundfunk schon seit 1955 betriebene Sender Dillberg, dessen Hauptmast (errichtet 1990) 231 Meter hoch ist.
Am Fuß des Dillbergs wurde 1953 der Goldblechkegel von Ezelsdorf-Buch gefunden. Dort befindet sich der Wurzhof, eine Einrichtung für Menschen mit Behinderung der Rummelsberger Diakonie.
Rund um den Dillberg wurde früher „Silbersand“ abgebaut. Einige Silbersandhöhlen sind heute noch sichtbar. Die größte Höhle, die Bucher Höhle oder auch Dillberghöhle (Höhlenkataster Fränkische Alb, Katasternummer K 44) befindet sich in unmittelbarer Nähe des Wanderweges nach Buch.
Auf dem Plateau befand sich bis 2013 das ehemalige und vom Vandalismus und einem Brand geschädigte Hotel Berghof. Im Frühjahr 2013 zeigt ein Investor Interesse an dem Gelände. Mitte 2013 wurde der Berghof endgültig abgerissen.

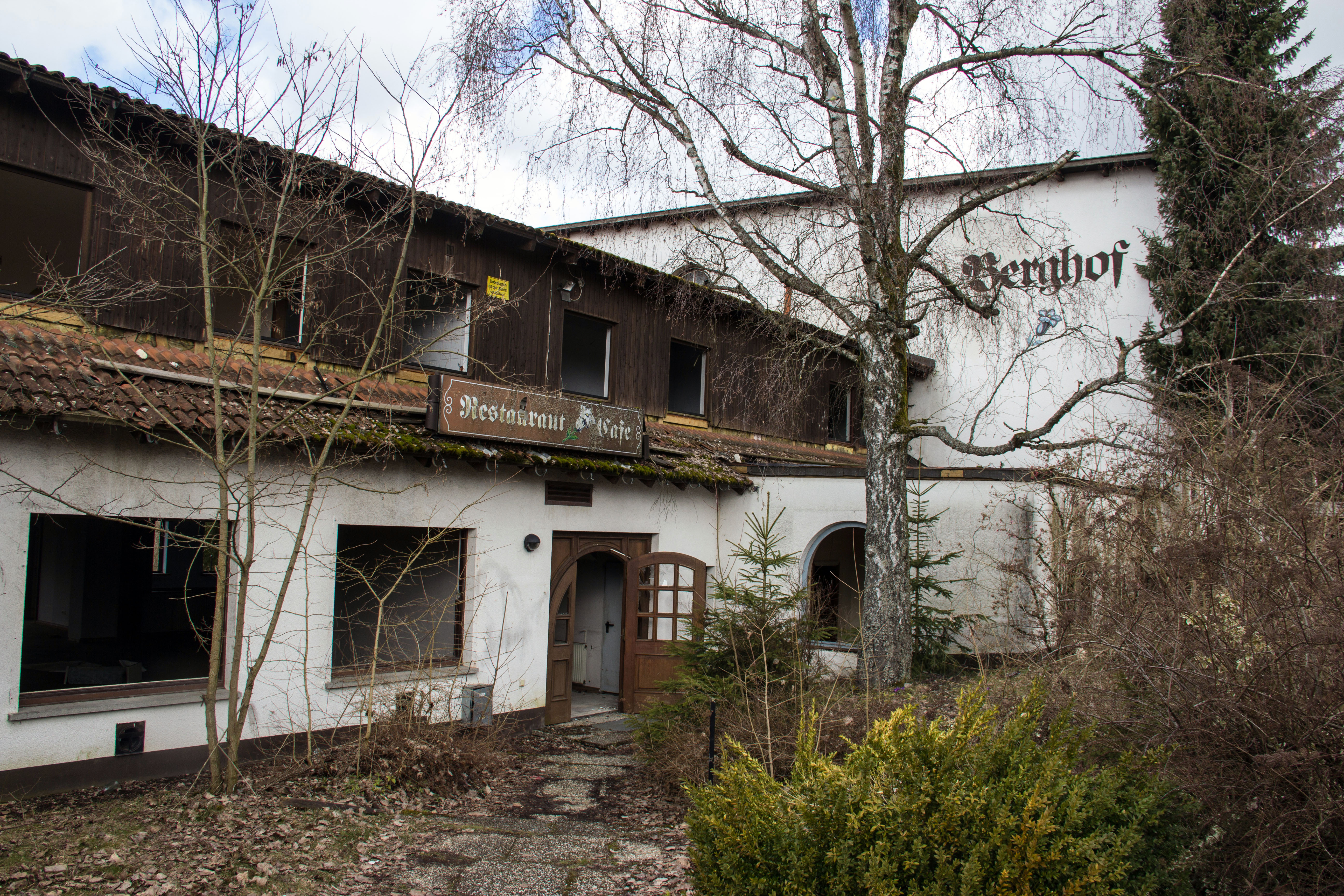
Der Berghof im April 2013
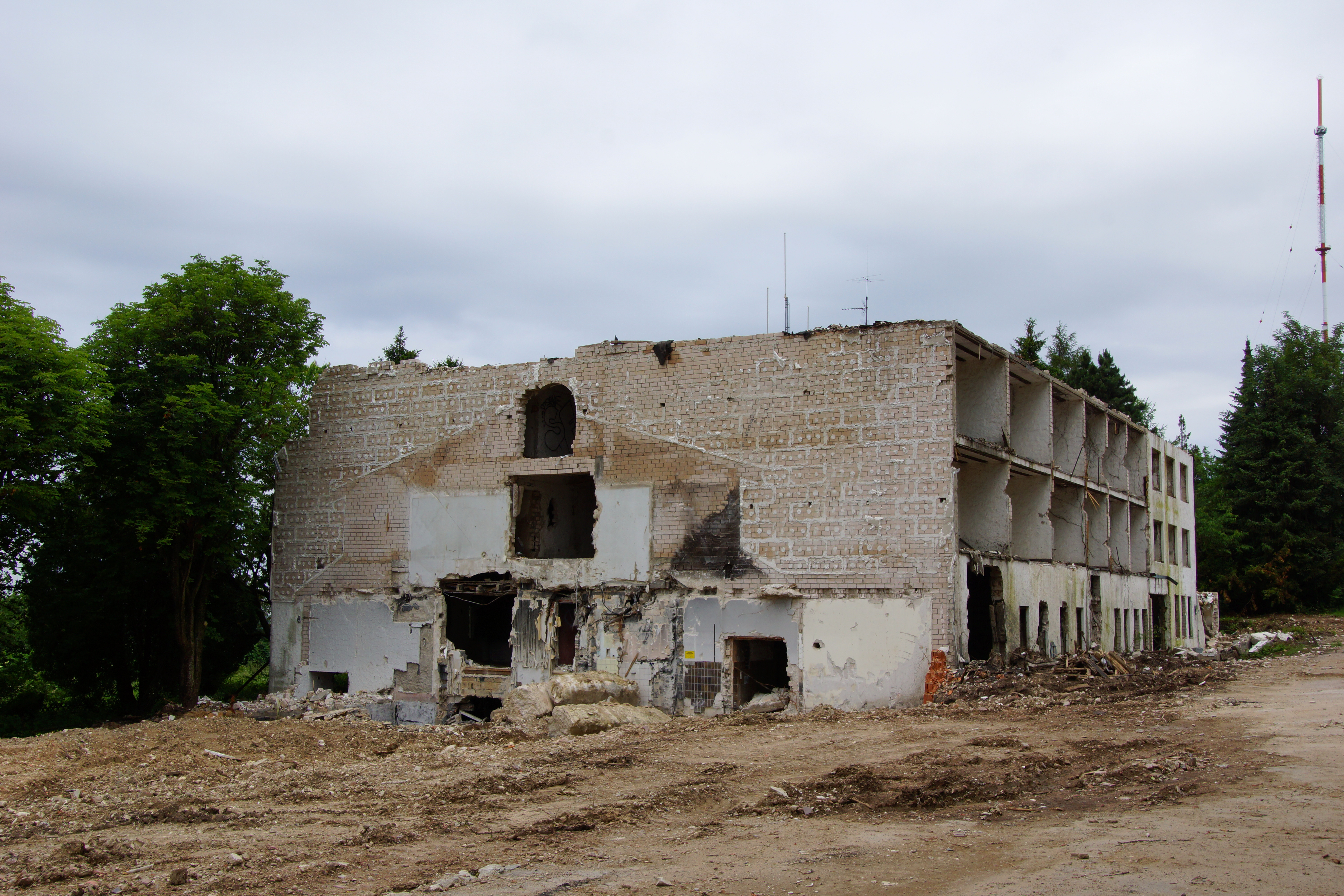
Der Berghof im Juni 2013
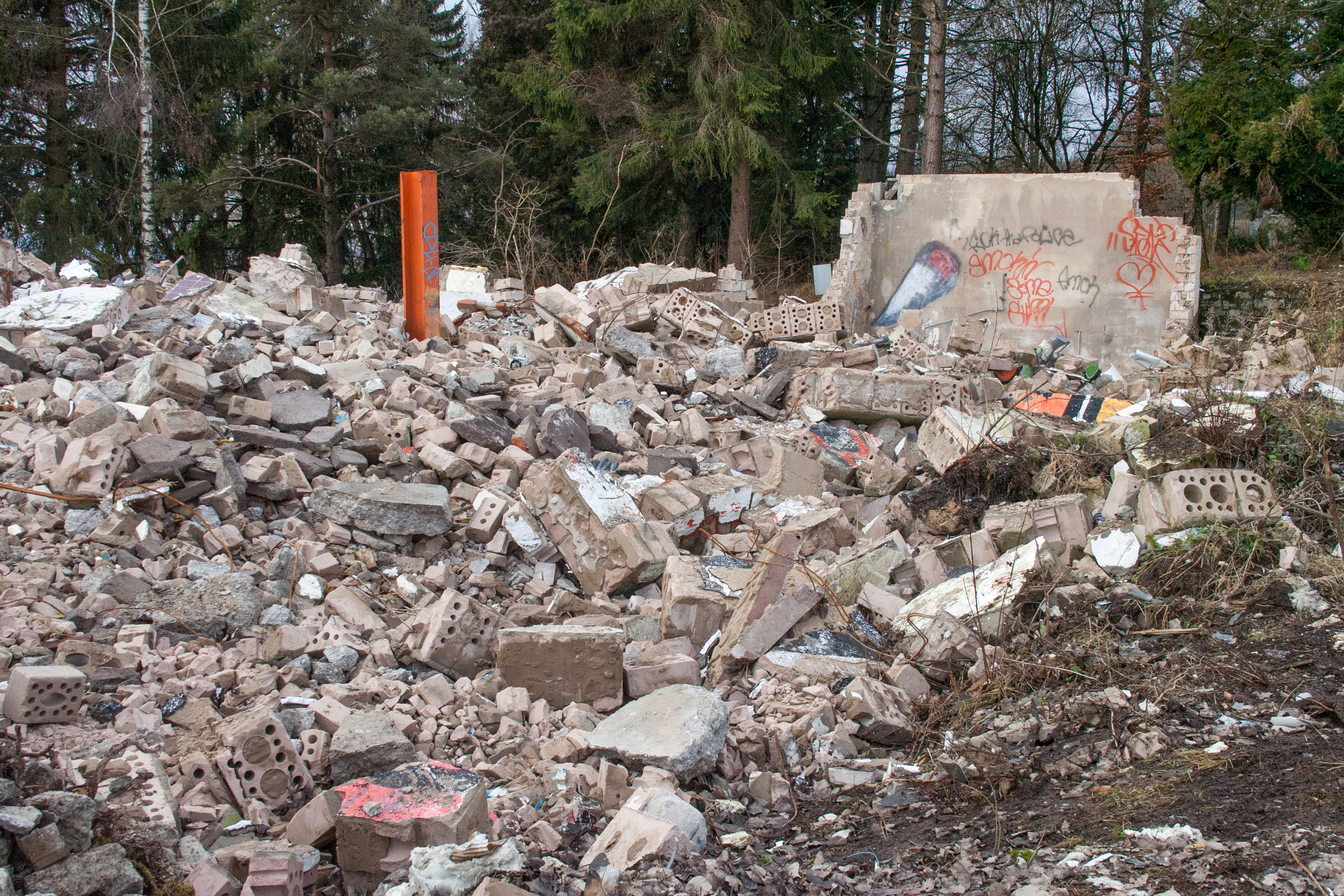
Der Berghof im Januar 2014

Des Weiteren befindet sich auf dem nordöstlichen Bergbereich, zwischen dem Weiler Kleinvoggenhof und Doktorshof, ein Teilstück einer neuzeitlichen Befestigungslinie, der sogenannten Kurbayerischen Landesdefensionslinie. Sie wurde 1702 im Zuge des Spanischen Erbfolgekrieges (1701–1704) angelegt. Sie sind heute ein Bodendenkmal.
Auf dem Areal des Dillbergs und des benachbarten Brentenberges wurde im Mittelalter Bergbau betrieben. In Zusammenarbeit mit dem Landesamt für Denkmalpflege wurde 2012 begonnen, diese Gelände näher zu erforschen.

## Schutzgebiete

### Landschaftsschutzgebiet
Der 1.916 Hektar große Landschaftsraum um den Zeugenberg ist als Landschaftsschutzgebiet Dillberg-Heinrichsberg (LSG00553.01) ausgewiesen und durch Schutzgebietsverordnung vom 25. Juli 2001 geschützt.

### Geotop
Etwa 1500 Meter südöstlich des Dillbergs befindet sich das vom Bayerischen Landesamt für Umwelt ausgewiesene Geotop Sandgrube am Gitzberg (373A001). Das Areal bietet durch seinen Aufschluss einen guten Einblick in die Schichtlagen des Doggersandsteins. Die Sandgrube wird noch bewirtschaftet und ein Teil der Aufschlüsse ist bereits wieder verfüllt.

## Sagen

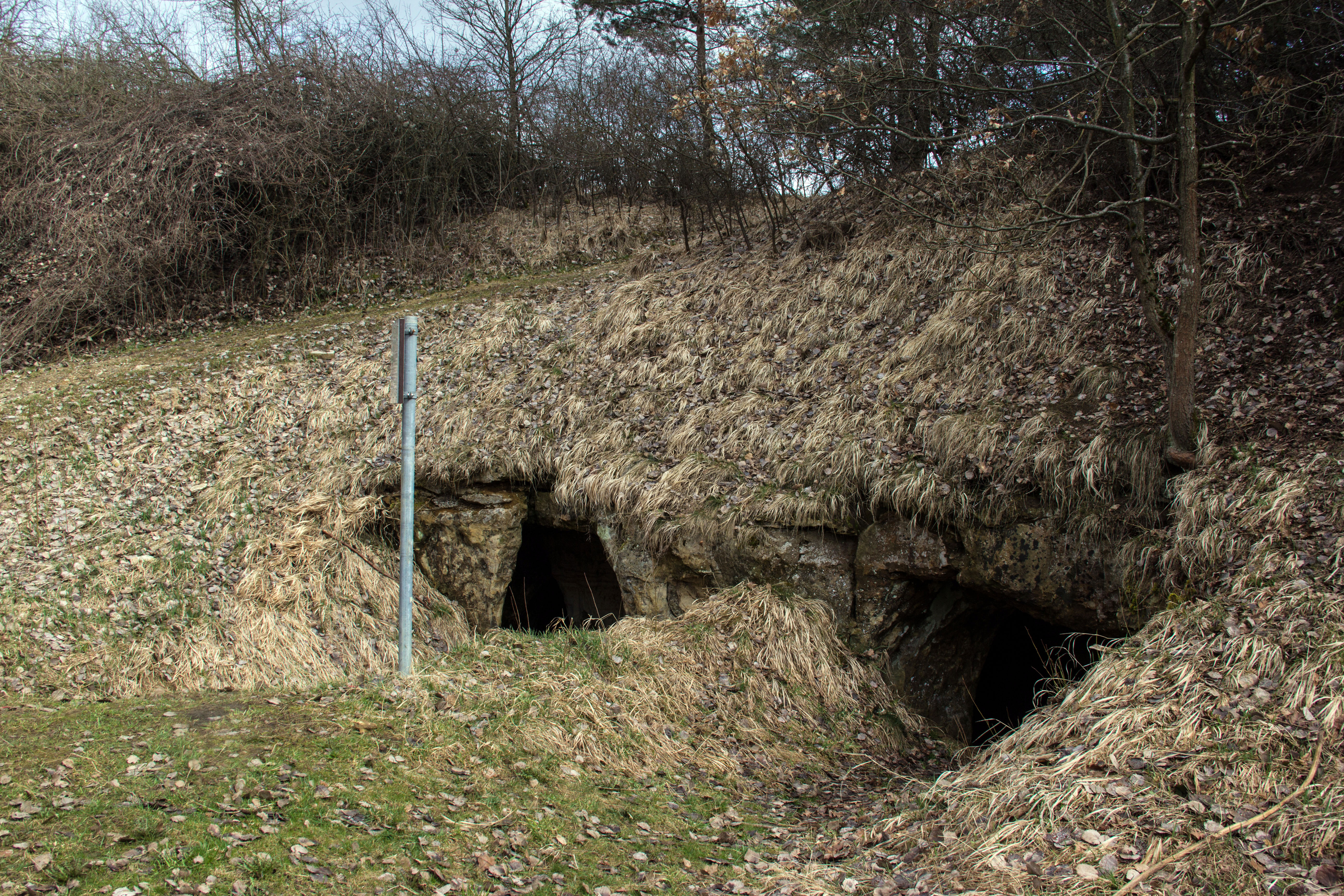
Eingang der Bucher Höhlen

Um den Dillberg ranken sich viele Sagen. Er soll unterirdische Höhlen haben oder es soll eine unterirdische Stadt auf dem Dillberg geben.
Die meisten Sagen stammen aus der Zeit der Hunnen. Als auf ihrem Rückzug durch Deutschland ihr König Attila starb, suchten die wilden Kriegsvölker einen passenden Platz, wo sie ihren toten Heerführer begraben konnten. Der Dillberg schien dazu angeblich geeignet. Dort errichteten sie eine Grabkammer und vergruben ihren König Attila, auch Etzel genannt im Jahre 453 n. Chr. Auch wird das Gebiet immer wieder mit dem sagenhaften Eppelein-Schatz in Verbindung gebracht.

## Freizeit

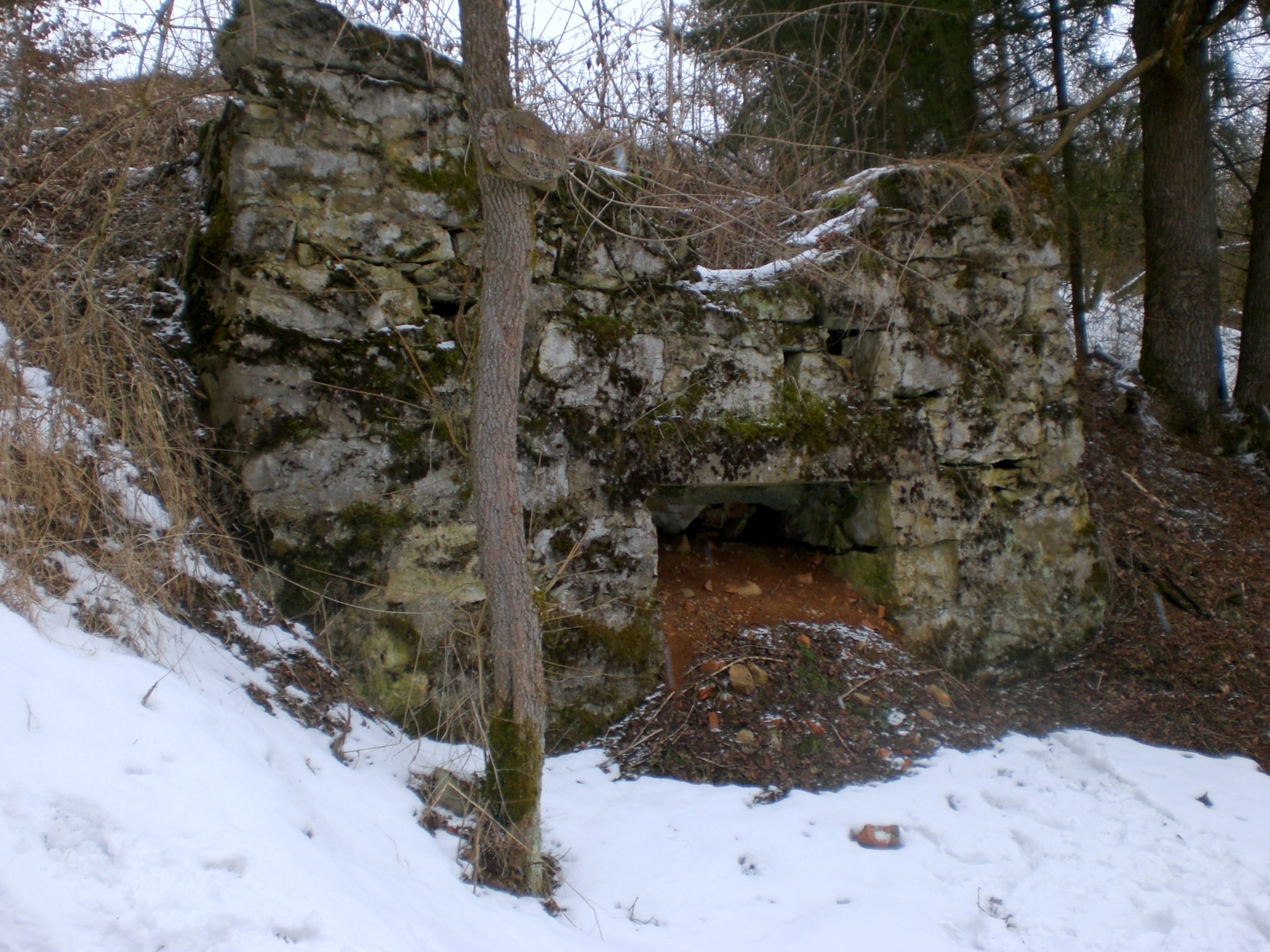
Ehemaliger Kalkbrandofen

Über und um den Dillberg führen einige Rund- und Zielwanderwege. Auf dem Plateau des Dillbergs selbst führt der Wanderweg Weg der Poesie zu diversen Kunst- und Baudenkmälern. Gastronomie befindet sich keine auf dem Dillberg.